# NBS月曜スペシャル
『NBS月曜スペシャル』（エヌビーエスげつようスペシャル）は、長野県のFNS系列である長野放送（NBS）で1995年4月17日から2015年3月23日まで毎週月曜夜に放送されていた情報番組。ハイビジョン制作。
前番組は『BIG HIPS』。2010年7月5日から地上アナログ放送ではレターボックス放送になった。

## 概要
1995年3月まで月曜19時台に生放送していた自社制作番組『BIG HIPS』に替わって開始された。
旅・グルメ・ドキュメンタリーなど毎週様々なジャンルの企画を放送していた。
同局の大株主である北野建設が主要スポンサーを務めていたが降板。その後は複数企業によりスポンサードされている。
本番組放送時間帯において、フジテレビ（ほか大半の系列局）で放送されている『ネプリーグ』が2015年4月からネットワークセールス枠に転換されるため、本番組は同年3月23日放送の「地方創生のフロントランナーへ！」（ゲスト：峰竜太）を以って終了。20年の歴史に幕を閉じた。その後、NBSの自社制作番組は2015年4月から金曜日の19時台に移動し、4月17日から『フォーカス∞信州』がスタートしている。

## 放送時間
- 月曜 19:00〜19:54
※キー局フジテレビ制作の特別番組[4]放送時は休止。

## 主な受賞
- 「オーロラ 宇宙から来た手紙〜高校生のスーパー・サイエンス〜」（2007年4月23日放送、2008年6月23日再放送）
第49回科学技術映像祭・文部科学大臣賞
- 「あっち向いてホイロジー〜脳科学が探る勝利の法則〜」（2007年11月5日放送、2008年7月28日再放送）
第9回FNSソフト工場・優秀賞
- 「戦後は終わらない〜硫黄島・日米元兵士たちの証言〜」（2008年5月26日放送、同年11月3日再放送）
第4回日本放送文化大賞・長野地区優秀賞
- 「大きくなあれ〜蓼科の高原学校・70日間の成長日記〜」（2012年2月6日放送、2013年4月22日再放送）
2012年度日本民間放送連盟賞・青少年向け番組部門最優秀賞
- 「みんなの夢を教えて下さい〜パティシエ清水慎一・菓子作りは夢作り〜」（2012年12月10日放送、2014年3月31日再放送）
2013年度日本民間放送連盟賞・青少年向け番組部門優秀賞